# 주비리
주비리(週蓓雷, 1958년 8월 24일 ~ )는 캐나다의 배우, 무예, 킥복싱 선수이다.

## 영화
- 소년진 (2004년)
- 스타 러너 (2003년)
- 화무요양 (2000년)
- 뱀파이어 헌터 D (2000년)
- 홀연장부 (1997년)
- 취가박당 (1997년)
- 중국O기지혈성정인 (1996년)
- 태극권 2 (1996년)
- 철마류-가두살수 (1996년)
- 자호란용 (1995년)
- 모험왕 (1995년)
- 탈출 (1995년)
- 홍콩 뱀파이어 인터뷰 (1994년)
- 주성치의 파괴지왕 (1994년)
- 기밀중안 (1994년)
- 지하도왕 (1994년)
- 이연걸의 정무문 (1994년) - 후지테라오카 역
- 스트리트 파이터 (1993년)
- 황비홍 4 - 왕자지풍 (1993년) - 대력왕 역
- 경망웅풍 (1992년)
- 신용쟁호투 (1992년)
- 화가광분 (1992년)
- 도왕지존 (1992년)
- 사이보그 마담 (1991년)
- 도협 2 - 상해탄도성 (1991년)
- 귀도귀 (1991년)
- 지존홍분 (1991년)
- 용봉타적 (1990년)
- 구마경찰 (1990년)
- 무적행운성 (1990년)
- 강호 최후의 보스 (1989년)
- 열화가두 (1989년)
- 사저대세 (1989년)
- 성룡의 미라클 (1989년)
- 군룡희봉 (1989년)
- 과부신랑 (1988년)
- 비룡맹장 (1988년)
- 동방독응 (1987년)
- 유 프렌즈 유경 (1984년)